# Vierter Offizieller

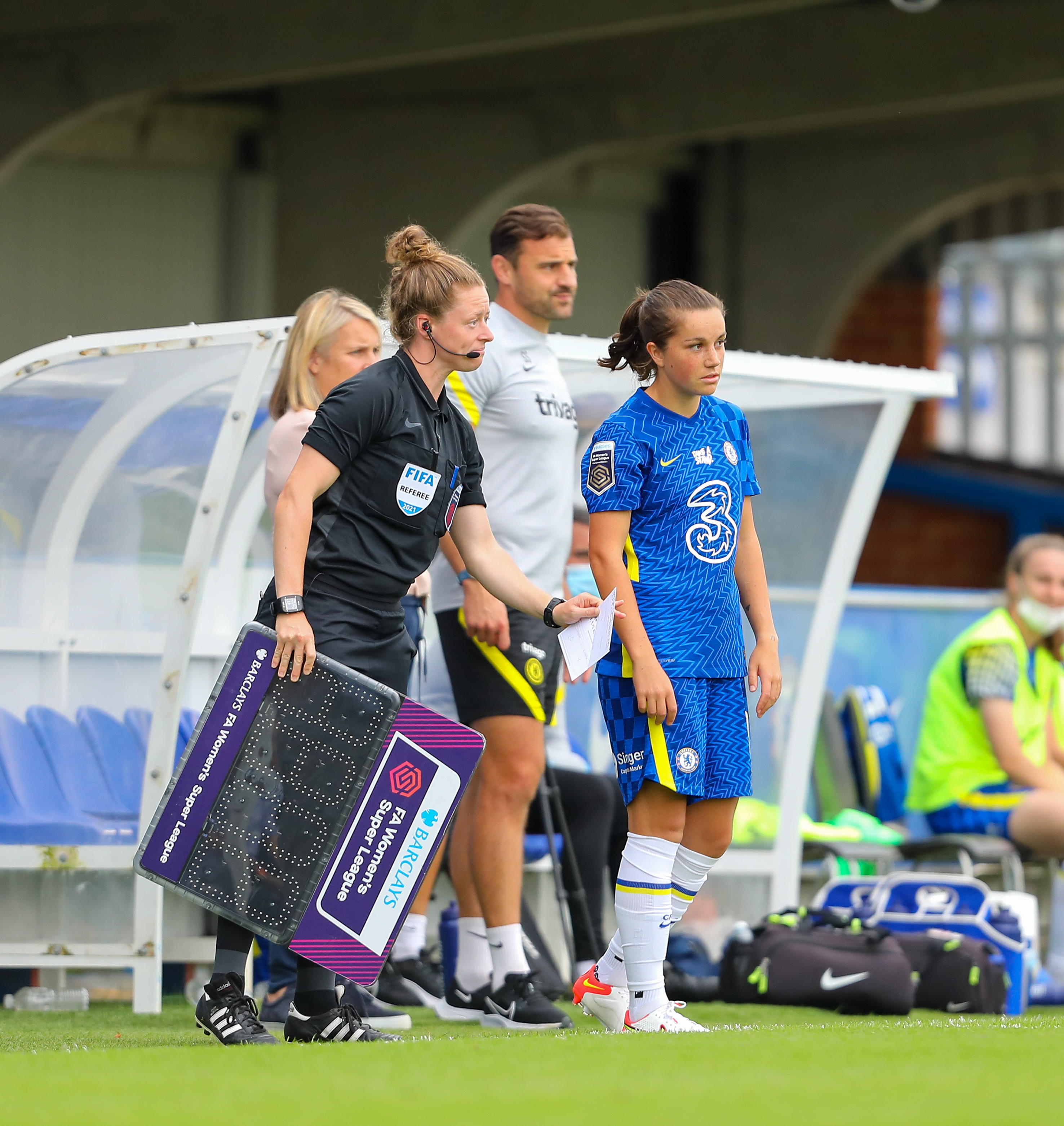
Vierte Offizielle mit Anzeigetafel bei einer Auswechslung (2021).

Im Profifußball gibt es den Vierten Offiziellen, der den Schiedsrichter und die Schiedsrichterassistenten unterstützt. Im Fall des Ausfalls des Hauptschiedsrichters oder eines anderen Spieloffiziellen übernimmt der vierte Offizielle deren Funktion im laufenden Spiel.

## Aufgaben
Der vierte Offizielle hilft dem Schiedsrichter nach dessen Anweisung bei allen Verwaltungsaufgaben, vor und während des Spieles. Ansonsten ist er dafür zuständig, die Ausrüstung der Auswechselspieler zu kontrollieren und das Umfeld zu überwachen, insbesondere das Verhalten der Trainer, der Auswechselspieler und der Offiziellen (beispielsweise Platzordner). Mit einer Anzeigetafel zeigt er die Rückennummer des auszuwechselnden und des einzuwechselnden Spielers an. Die rote Zahl auf der Anzeigetafel des vierten Offiziellen zeigt die Rückennummer des Spielers an, der den Platz verlässt. Die Rückennummer des einzuwechselnden Spielers, der neben dem Vierten Offiziellen bereitsteht, wird anschließend in Gelb oder Grün auf der Anzeigetafel angezeigt. Auf moderneren Tafeln werden beide Rückennummern zeitgleich angezeigt. Weiterhin zeigt er gegebenenfalls am Ende der regulären Spielzeit einer Spielhälfte nach Maßgabe des Schiedsrichters die Länge der Mindestnachspielzeit in Minuten an (der Schiedsrichter kann die Nachspielzeit nach eigenem Ermessen verlängern).
Er informiert den Schiedsrichter, über Vorkommnisse um und in der Technischen Zone, wenn Trainer oder Spieler diese verlassen, sich ungebührlich verhalten oder einen sonstigen Regelverstoß begehen. Auf den Spielablauf hat er, zumindest in der Theorie und laut Regelwerk, keinen direkten Einfluss, in der Praxis unterstützt er den Schiedsrichter oftmals bei Entscheidungen, vor allem wenn es sich um eine Situation in seiner Nähe handelt.
Seit der Fußball-Weltmeisterschaft 2006 in Deutschland gibt es bei Europa- und Weltmeisterschaften zusätzlich noch einen Fünften Offiziellen.

## Entwicklung in Deutschland
Bei Länderspielen ist der vierte Offizielle schon lange üblich, in der deutschen Fußball-Bundesliga seit der Rückrunde der Saison 2002/03. In der 2. Liga wurde der vierte Offizielle zur Saison 2009/10 eingeführt. Auch in der 3. Liga kommt seit der Saison 2023/2024 der vierte Offizielle zum Einsatz.